# Лимарєв Василь Йосипович
Василь Йосипович Лимарєв (20 серпня 1920 року, станиця Уманська — 27 травня 2012) — радянський і російський учений у галузі фізичної географії, географії океану і берегознавства. Заслужений діяч науки РФ (2003), почесний член Російського географічного товариства. Доктор географічних наук (1964), професор (1968). Один з основоположників російської школи фізичної географії океану і наукового використання природних ресурсів Світового океану. Один з основоположників і творців ряду географічних напрямів у російській науці: фізичної географії океану, берегознавства, океанокористування, островознавства і островокористування. Організатор і перший декан геофізичного факультету Далекосхідного державного університету в місті Владивосток.

## Біографія
Лимарєв Василь Йосипович народився 20 серпня 1920 року в станиці Уманській Кубано-Чорноморської області в родині чоботаря Йосипа Георгійовича та домогосподарки Марії Юхимівни. 1930 року родина разом з двома меншими дочками переїхала до Ростову-на-Дону, що врятувало її від страшних подій в станиці, Голодомору 1932—1933 років та наступної депортації населення. Василь Йосипович навчався в середній школі, пізніше поступив до педагогічного училища, яке закінчив 1937 року. Став працювати вчителем у початковій школі. Здобувати вищу освіту продовжив заочно на географічному факультеті Ростовського університету. Пізніше став викладати географію в Мечетинській середній школі, звідки восени 1939 року був призваний до лав Червоної армії. Йому було дозволено у вихідні дні продовжувати навчання на географічному факультеті Московського педагогічного інституту імені В. І. Леніна, який він закінчив з відзнакою 1941 року. Під час німецько-радянської війни брав участь в обороні Москви. Війну завершив у чині лейтенанта, командиром взводу зв'язку.
Після закінчення війни вступив до аспірантури Московського університету, де його науковим керівником став Борис Добринін. Після відходу за станом здоров'я Добриніна з Московського університету, та подальшим його переїздом до Грузії, науковим керівником В. Й. Лимарєва став професор Всеволод Павлович Зенкович.
Василь Йосипович Лимарев був активним пропагандистом географічних знань, учасником всіх з'їздів Всесоюзного географічного товариства, багатьох міжнародних конгресів і конференцій з географії океану. Обирався заступником голови президії Приморського філії, очолював Північно-Кавказьку філію і Краснодарський відділ товариства.
27 травня 2012 року на 92-му році життя Василь Йосипович Лимарєв помер.

## Наукова діяльність
Початок науково-дослідної діяльності в перших експедиціях 1946—1947 років на Курильських островах з вивчення морських берегів. Результати експедицій дозволили йому захистити 1949 року дисертацію на здобуття наукового ступеня кандидата географічних наук на тему «Загальні риси морфології та динамики берегів північної групи Курильських островів» (рос. Основные черты морфологии и динамики берегов северной группы Курильских островов). Впродовж 1950—1952 років проводить берегові спостереження в Північному і Східному Приазов'ї. У 1953—1956 роках здійснюються експедиційні дослідження берегів Аральського моря. На матеріалах цих досліджень, вперше виконаних з використанням ландшафтно-зонального підходу, Лимарєв захистив 1964 року дисертацію на здобуття наукового ступеня доктора географічних наук у вигляді опублікованої пізніше монографії «Береги Аральського моря — внутрішнього водойми аридної зони». Впродовж 1959—1963 років веде спостереження за берегами в північно-східній частині Біломор'ї. 1965 року Лимарєвим були продовжені дослідження на ландшафтно-зональної основі берегів затоки Петра Великого в Японському морі. Ці ж підходи були використані під час експедиції 1972—1975 років до Східного Приазов'я.

## Педагогічна діяльність
Педагогічну діяльність Василь Йосипович розпочав 1949 року старшим викладачем і доцентом кафедри фізичної географії Ростовського університету. Впродовж 1952—1957 років працював завідував кафедрою фізичної географії Алма-Атинського педагогічного інституту і займався вивченням берегів Аральського моря. З 1958 по 1963 роки завідував кафедрою географії Архангельського педагогічного інституту. У 1963—1967 роках організує та керує геофізичним факультетом і кафедрою фізичної географії в Далекосхідному університеті. Саме тут Лимарєв В. Й. заклав далекосхідну наукову школу берегознавства (нині робота ведеться в Береговому дослідному центрі ДСФУ). З 1967 року завідує кафедрою фізичної географії Ростовського університету. Через два роки надійшла пропозиція від Кубанського університету (Краснодар) стати завідувачем кафедри, де він організував лабораторію прибережно-морських досліджень, пропрацювавши там по 1976 рік.
З 1976 по 1993 рік працював в Калінінградському університеті спочатку професором кафедри географії океану і деканом географічного факультету (1976—1980), а пізніше одним з організаторів і завідувачем кафедрою охорони природи (нині геоекології). Там їм були розроблені перші університетські курси з основних проблем фізичної географії океану, океано- і берегокористуванню.
1993 року Лимарєв переїхав до Санкт-Петербурга, де до 2000 року працював професором кафедри промислової океанології і охорони вод Світового океану в Ленінградському гідрометеорологічному інституті.
Впродовж 2000—2006 років працював на кафедрі географії і геоекології Поморського університету (колишній педагогічний) в Архангельську. Василем Йосиповичем були розроблені нові навчальні курси: «Північний Льодовитий океан: геосистемний аспект», «Уведення в океанокористування», «Океанічне біоресурсоведення: географічний аспект», які були опубліковані видавничим центром Поморського університету у вигляді монографій.

## Наукові праці
Лимарєв Василь Йосипович автор понад 270 наукових робіт, в тому числі 20 монографій, навчальних посібників та науково-популярних видань, серед них:
- (рос.) Лымарев В. И. Основные вопросы изучения берегов областей активного вулканизма (на примере Курильских островов). — Иркутск, 1966.
- (рос.) Лымарев В. И. Основные проблемы физической географии океана. — М. : Мысль, 1978. — 247 с.
- (рос.) Лымарев В. И. Морские берега и человек. — М., 1986.
- (рос.) Лымарев В. И. Береговое природопользование: вопросы методологии, теории и практики. — СПб. : РГГМУ, 2000. — 168 с.
- (рос.) Лымарев В. И. Основы острововедения. — Архангельск : Изд-во Поморского университета, 2002. — 192 с.
- (рос.) Лымарев В. И. Океаническое биоресурсоведение: географический аспект. — Архангельск : Изд-во Поморского университета, 2002. — 141 с.
- (рос.) Лымарев В. И. Отечественные исследователи прибрежных зон морей и океанов. — Архангельск : Изд-во Поморского университета, 2002.
- (рос.) Лымарев В. И. Северный Ледовитый океан: геосистемный аспект. — Архангельск : Изд-во Поморского университета, 2003. — 247 с.
- (рос.) Литвин В. М., Лымарев В. И. Острова. — М. : Мысль, 2003. — 288 с. — (Природа мира) — ISBN 5-244-00977-X. — Перший російський комплексний огляд островів Світового океану, довідкове видання російських вчених-географів. Подана всебічна характеристика островів, їхній рельєф, клімат, природні ресурси. Опис супроводжується докладними картосхемами[4].
- (рос.) Лымарев В. И. Введение в океанопользование. — Архангельск : Изд-во Поморского университета, 2004. — 247 с.
- (рос.) Лымарев В. И. От Тихого океана до Балтийского и Белого морей: воспоминания морского географа. — Архангельск : Изд-во Поморского университета, 2006. — 391 с.
- (рос.) Лымарев В. И. Очерки истории развития отечественной географии океана. — СПб. : РГГМУ, 2009. — 355 с.

## Нагороди і відзнаки
Нагороджений орденом Вітчизняної війни II ступеня та багатьма іншими медалями за участь у бойових діях. Нагороджений почесними грамотами Товариства «Знання» РРФСР та різних органів освіти.
- 1985 — почесний член Російського географічного товариства, нагороджений почесним дипломом.
- 1992 — Заслужений діяч науки Російської Федерації, за великий внесок у розвиток географічної науки.